# Пуїста
Пуїста (ест. Puista), також Пуїстая, Суєво, Суево, Пидраоя — село в Естонії, входить до складу волості Меремяе, повіту Вирумаа.